# Zonitis strigata
Zonitis strigata es una especie de coleóptero de la familia Meloidae.

## Distribución geográfica
Habita en Granada (país).